# Зайян ибн Марданиш
Зайян ибн Марданиш или Заян ибн Марданикс (?, Онда — 1270, Тунис) — последний мусульманский эмир Валенсии (1229—1238). Он был потомком Мухаммада ибн Марданиса (1124—1172), де-факто правителя Шарк аль-Андалус (1147—1172) во время завоевания Альмохадов, которым он сопротивлялся. В 1239—1241 годах — эмир Мурсии.

## Биография
В 1229 году Заян стал эмиром Валенсии, свергнув губернатора Альмохадов Зайда Абу Зайда и восстановив тем самым тайфу Валенсия. Зайд бежал из Валенсии в королевство Арагон, принял христианство, присягнул на верность королю Арагона Хайме I Завоевателю и стал его вассалом. Свергнутый монарх дал Хайме I Арагонскому Casus belli (формальный повод для объявления войны), который он искал в течение некоторого времени для завоевания тайфы Валенсия.
Эмир Валенсии Заян лично командовал армией в нескольких сражениях на протяжении всей военной кампании против Арагона, включая осаду Буррианы и битву при Пуче, где были разбиты мусульмане. После битвы при Пуче король Арагона Хайме I Завоеватель со своим войском прибыл к Валенсии в 1238 году, начав осаду города. Арагонская армия состояла из солдат со всей Европы, прибывших благодаря булле папы римского Григория IX, принятой в феврале 1237 года, где он придавал кампании против Валенсии характер крестового похода. Заян ибн Марданиш, будучи окружённым в своей столице большой армией крестоносцев, послал эмиссаров ко многим мусульманским правителям Аль-Андалуса и Магриба. Но только посольство под руководством Ибн аль-Аббара, отправленное в Ифрикию, смогло добиться успеха. Султан государства Хафсидов в Ифрикии Абу Закария Яхья согласился оказать помощь осаждённой Валенсии и отправил флот из 12 кораблей, которые не смогли помочь городу, потому что арагонцы заблокировали порт. После пятимесячной осады эмир Зайян ибн Марданиш понял, что надежды нет, и начал переговоры о капитуляции. Город официально сдался королю Арагона 28 сентября 1238 года.
В соглашениях о капитуляции Зайян ибн Марданиш договорился с королём Арагона, который пообещал защитить мусульман, которые хотели остаться в городе, и разрешить тем, кто хотел покинуть город, свободно покинуть его через порт Кульера.
В апреле 1239 года в результате переворота Зайян ибн Марданиш захватил власть в тайфе Мурсия. Правление эмира Зайяна характеризовалось попыткой заключить договор с королём Кастилии Фердинандом III, который гарантировал бы ему возможность подавить внутренние восстания в Ориуэле и Лорке, а также отбить короля Арагона Хайме I, который в 1240 году завоевал Вильену. Зайян ибн Марданиш был окончательно смещён в 1241 году Ибн Худ Аль-Давла (дядей Ибн Худа). Он укрепился в замке Аликанте до 1248 года, когда инфант Альфонсо Кастильский победил его и покорил город. Зайян ибн Марданиш эмигрировал в Тунис, где и скончался в 1270 году.